# Neoclytus chevrolati
Neoclytus chevrolati là một loài bọ cánh cứng trong họ Cerambycidae.